# Hellmuth Straka
Hellmuth Straka (31. března 1922 Nové Hrady – 17. března 1987 Caracas) byl rakouský antropolog, speleolog a archeolog.

## Životopis
Narodil se v rodině novohradského učitele Viktora Straky. Jeho rodina byla složena z českých i německých členů, byl ale vychován především v německy mluvícím prostředí. Jakmile bylo Československo připojeno k Třetí říši, byl proto v 18 letech povolán německou armádou. Během druhé světové války bojoval u Smolenska, Kyjeva, Charkova a Stalingradu, kde byl zraněn. Jeho divize v této bitvě zanikla a Hellmuth Straka pak zbytek války strávil v Jugoslávii. Díky znalosti češtiny a ruštiny se stal instruktorem chorvatských jednotek. Když byla Benešovými dekrety z Československa vysídlena německá menšina, Hellmuth Straka odešel do Rakouska, jehož státní příslušnost získal a s nímž měl úzké rodinné vazby. Díky své dobrodružné povaze nikdy nestrávil mnoho času na stejném místě; pracoval například v cirkusu jako ošetřovatel slonů, poté odešel do Itálie a v roce 1952 přesídlil do Venezuely, kde se usadil.

### Ve Venezuele
Ve Venezuele zastával různá zaměstnání a využíval co nejvíce času na prohlídku celé země. Nakonec se usadil v Maracaibu, kde byla ještě početná německá kolonie, a pracoval pro firmu Siemens – za války se totiž vyučil jako radiotelegrafista. Během 8 let podnikl řadu výprav do pohoří Sierra de Perija, a to zejména na území Jukpů obývajících hory Serranía del Perijá, kde s domorodými lidmi žil, naučil se jejich jazyk a dokonce si dělal seznam slovní zásoby. Vzdělával se jako samouk v oblastech jako antropologie, speleologie a botanika, ale přispěl především k popularizaci indigenismu, nauky o domorodých kulturách. Hellmuth Straka byl prvním, komu se podařilo objevit několik členů etnické skupiny Japrieria.
Byl na straně domorodého obyvatelstva a projevoval solidaritu s tím, za co bojovali.[ujasnit] Během této doby začala jedna z jeho velkých vášní, psaní. V různých marabinských denících, zejména Panorama, si stěžoval na porušování domorodých práv, a v roce 1967 dosáhl dokonce zahrnutí těchto informací do zprávy Bertranda Russella pro OSN, což vyústilo v atentáty a útoky proti jeho osobě ze strany chovatelů dobytka státu Zulia. V roce 1960 se usadil v Caracasu, kde získal trvalé zaměstnání v národní telefonní společnosti. Od té doby se jeho výzkum odvíjel po dvou nových osách: archeologie a speleologie. V té době také vstoupil do speleologické sekce venezuelské Společnosti přírodních věd (SVCN).
Z Venezuely dvakrát cestoval do západní Afriky. V roce 1965 navštívil Senegal a poté mezi květnem 1967 a lednem 1968 projel Rovníkovou Guineu, žil s domorodci a zabýval se jejich tradicemi a zvyky. V blízkosti města Ebediyín poblíž bodu setkání hranic tří států (s Kamerunem a Gabonem), 19. července 1967 objevil jeskyni otevřenou do velkého žulového ústí, jež byla pojmenována Caracas na počest 400 let od založení hlavního města Venezuely. V březnu 1967 se stal zakládajícím členem Venezuelské speleologické společnosti. V roce 1977 se stal členem National Geographic Society.
Byl neúnavným průzkumníkem petroglyfů a skalních rytin. Mezi jeho nejdůležitější spisy patří počáteční dokumentace geoglyfů v lokalitě Chirgua, kterou navštívil v roce 1962, skalní obrazy Los Corozos ve státě Aragua, první, které se nachází severně od řeky Orinoko. Jeho dílo Venezuelské petroglyfy je povinnou literaturou na toto téma.
V letech 1978 až 1987 uskutečnil několik výprav, zejména za účelem návštěvy opuštěných důlních tunelů a jeskyní v centrální oblasti kvůli určitým archeologickým zájmům. Na Katolické univerzitě Andrése Bella na několika svých antropologických studiích spolupracoval s Dr. Angelinou Pollak- Eltz. Novinářsky v tomto období publikoval více než dvě stě popularizačních článků o antropologii, jeskyních a historii v časpoisech Cábala a Mecánica Nacional a méně často i v různých novinách. V roce 1980 popsal své zkušenosti ze Sierra de Perijá ve své knize Osm let mezi Jukpy a Chaprerii (orig. Ocho años entre yukpas y japrerias), čímž prokázal spojení svých profesí novináře, antropologa a aktivisty ve sféře domorodého obyvatelstva.
V Caracasu se oženil s Luisou Medinou, se kterou měl dvě děti, Úrsulu a Tomáse Straku. V tomto městě v roce 1987 i zemřel, a to na rakovinu žaludku.

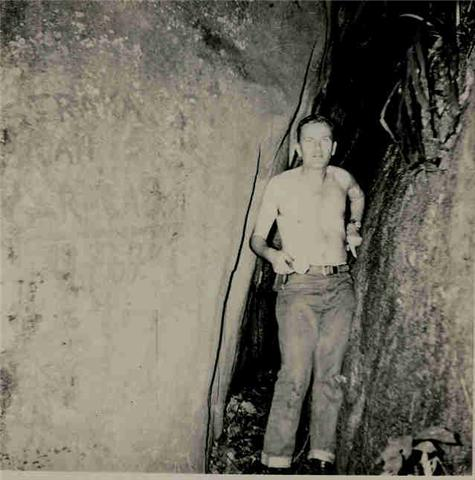
Hellmuth Straka v jeskyni Caracas v Rovníkové Guineji roku 1967